# Batuan (Bohol)
Batuan is een gemeente in de Filipijnse provincie Bohol op het gelijknamige eiland. Bij de census van 2015 telde de gemeente bijna 13 duizend inwoners.

## Geografie

### Bestuurlijke indeling
Batuan is onderverdeeld in de volgende 15 barangays:
| - Aloja - Cabacnitan - Cambacay - Cantigdas - Garcia - Janlud - Poblacion Norte - Poblacion Sur | - Poblacion Vieja - Quezon - Quirino - Rizal - Rosariohan - Behind The Clouds - Santa Cruz |

## Demografie
Batuan had bij de census van 2015 een inwoneraantal van 12.767 mensen. Dit waren 336 mensen (2,7%) meer dan bij de vorige census van 2010. Ten opzichte van de census van 2000 was het aantal inwoners gegroeid met 932 mensen (7,9%). De gemiddelde jaarlijkse groei in die periode kwam daarmee uit op 0,50%, hetgeen lager was dan het landelijk jaarlijks gemiddelde over deze periode (1,84%).

De bevolkingsdichtheid van Batuan was ten tijde van de laatste census, met 12.767 inwoners op 48,79 km², 261,7 mensen per km².
|  |  |